# Villen in Gera

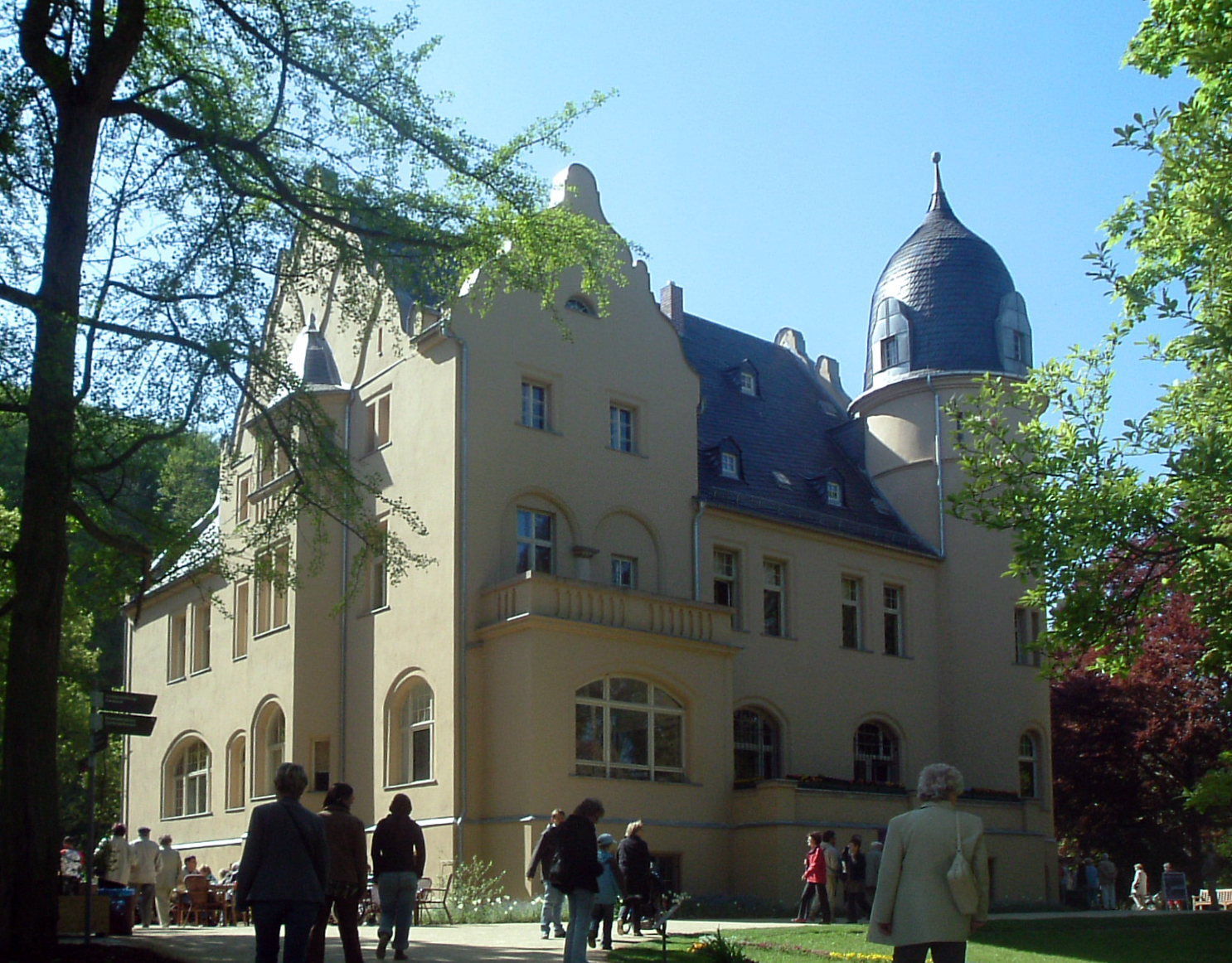
Villa Jahr in Gera (1905, Architekt: Schmidt)

Gera erlebte ab der Mitte des 19. Jahrhunderts eine fast einzigartige Blütezeit. Innerhalb weniger Jahre entwickelte sie sich zum Zentrum der nordeuropäischen Stoff- und Tuchindustrie. Diese Blütezeit endete mit dem Zweiten Weltkrieg und der nachfolgenden DDR-Zeit. Geblieben sind zahlreiche repräsentative Villen, in denen sich der große Wohlstand, aber auch der sehr hohe Anspruch der Bauherren in Stil, Bauweise und Bauästhetik widerspiegeln.

## Allgemeines

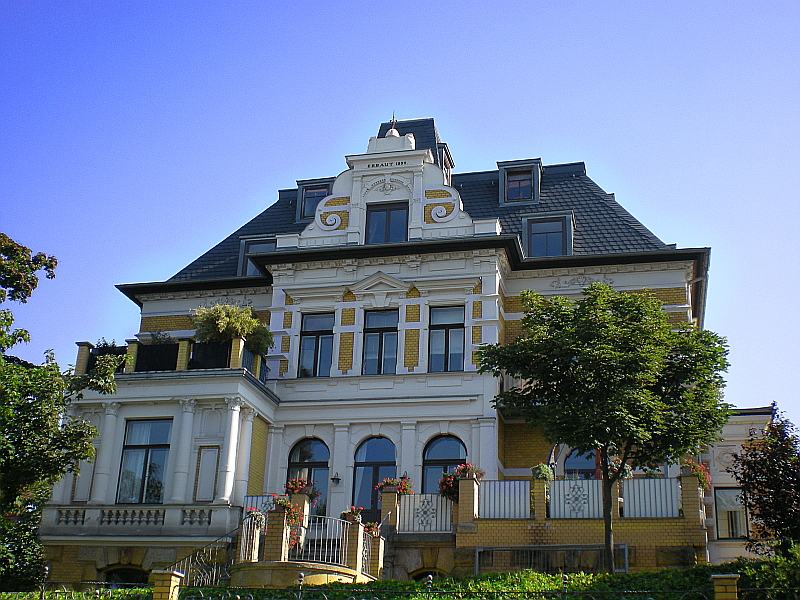
Villa Feistkorn I in Gera, Bj. 1893, Architekt: unbekannt

Den Baustil der Gründerzeitarchitektur kennzeichnen reich dekorierte Fassaden, deren Formen und Ornamentik dem Historismus folgend, eine moderne – Neo- genannten, Interpretation der Gotik, der Renaissance, des Barock und der Deutschen Renaissance. Ebenfalls typisch für diesen Baustil ist der Wunsch seinen Reichtum und seine Stellung deutlich zu zeigen.
Unter bauhistorischen und städtebaulichen Gesichtspunkten sind die Villen in Gera von besonderer Bedeutung. Während in vielen Städten Villenlagen erschlossen wurden, in den sich dann über längere Zeiträume viele Stilrichtungen etablierten, und damit heute den wechselnden Wohlstand und Zeitgeist dokumentieren (z. B. Dresden-Weißer Hirsch, Hamburg-Elbchaussee oder Köln-Hahnwald), erlebte Gera eine einzige, kurze, aber dafür umso intensivere Zeit sehr großen Wohlstandes, der architektonisch in fast nur einem einzigen Baustil seinen Ausdruck gefunden hat, diesen aber geradezu monumental auslebte. Die ganz ungewöhnlich hohe Anzahl, der sehr gute Erhaltungszustand und die beeindruckende Größe der Villen in Gera machen die Stadt, abgesehen vom Wirken sehr bekannter Architekten vor Ort, zu einem international bedeutenden Gesamtensemble. Einige dieser Stadtvillen müssten wegen ihrer opulenten Ausmaße und Ausstattungen begriffsrichtig eher als Palast oder Residenz bezeichnet werden. Als Beispiel mag hier die Villa Hirsch dienen, die Dr. Johann Hirsch durch den Architekten Rudolf Schmidt von 1894 bis 1902 auf einem Parkgrundstück errichten ließ. Schon die gewaltigen Ausmaße, die äußerst komplizierte Dachkonstruktion, die Kombination gründerzeitlicher Strebhöhe mit englischer Neugotik und die nach Stilepochen gegliederte Zimmerfolge, machen das Gebäude zu einem kunst- wie kulturhistorischen international herausragenden Gebäude. Es durfte aber noch etwas mehr sein: Ein – ebenso aufwendig erbauter – Wasserturm, der dem Hausherrn die – wohl nur kurze – Freude an einem Springbrunnen im Garten ermöglichte, so er denn tagsüber von den Angestellten gut gefüllt worden war.

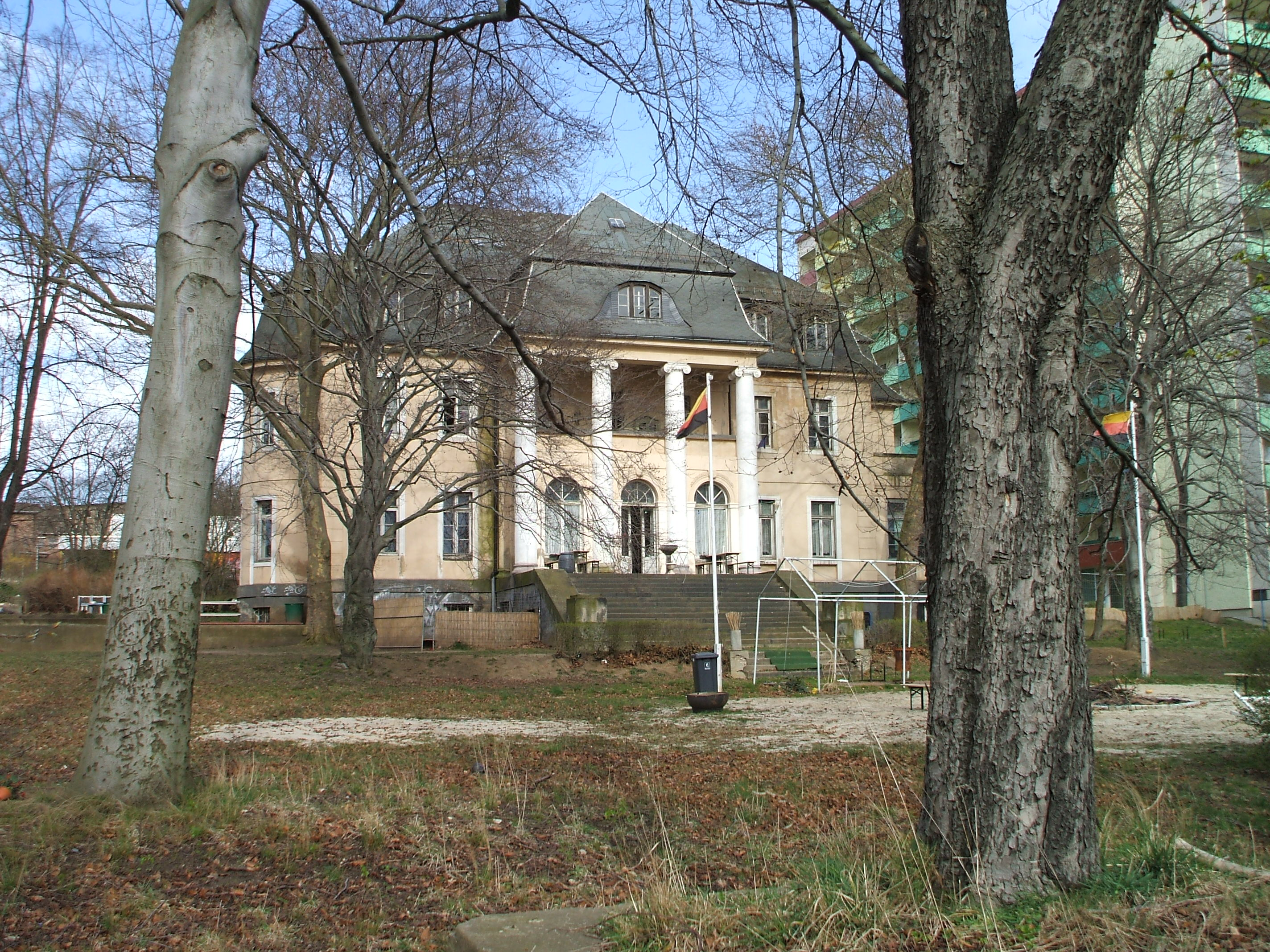
Villa Bardzki (Zustand im März 2008)

Bevorzugte Standorte waren vor allem das heutige Villenviertel, der Bereich um die Berliner Straße, Clara-Zetkin-Straße, Goethestraße und Friedrich-Engels-Straße; aber auch das damals noch eigenständige Untermhaus sowie der Bereich um die heutige Straße des Friedens. Fast alle dieser Kulturgüter sind originalgetreu erhalten geblieben und in den letzten Jahren aufwendig renoviert worden. Sie prägen heute das feudale Stadtbild der Innenstadt.
Die fünf herausragenden Villen sind Kulturdenkmäler von internationaler Bedeutung. Dazu gehören das Haus Schulenburg, die Villa Jahr, die Villa Hirsch, die Villa Eichenberg und die Villa Brehme.

## Haustypologie in Gera

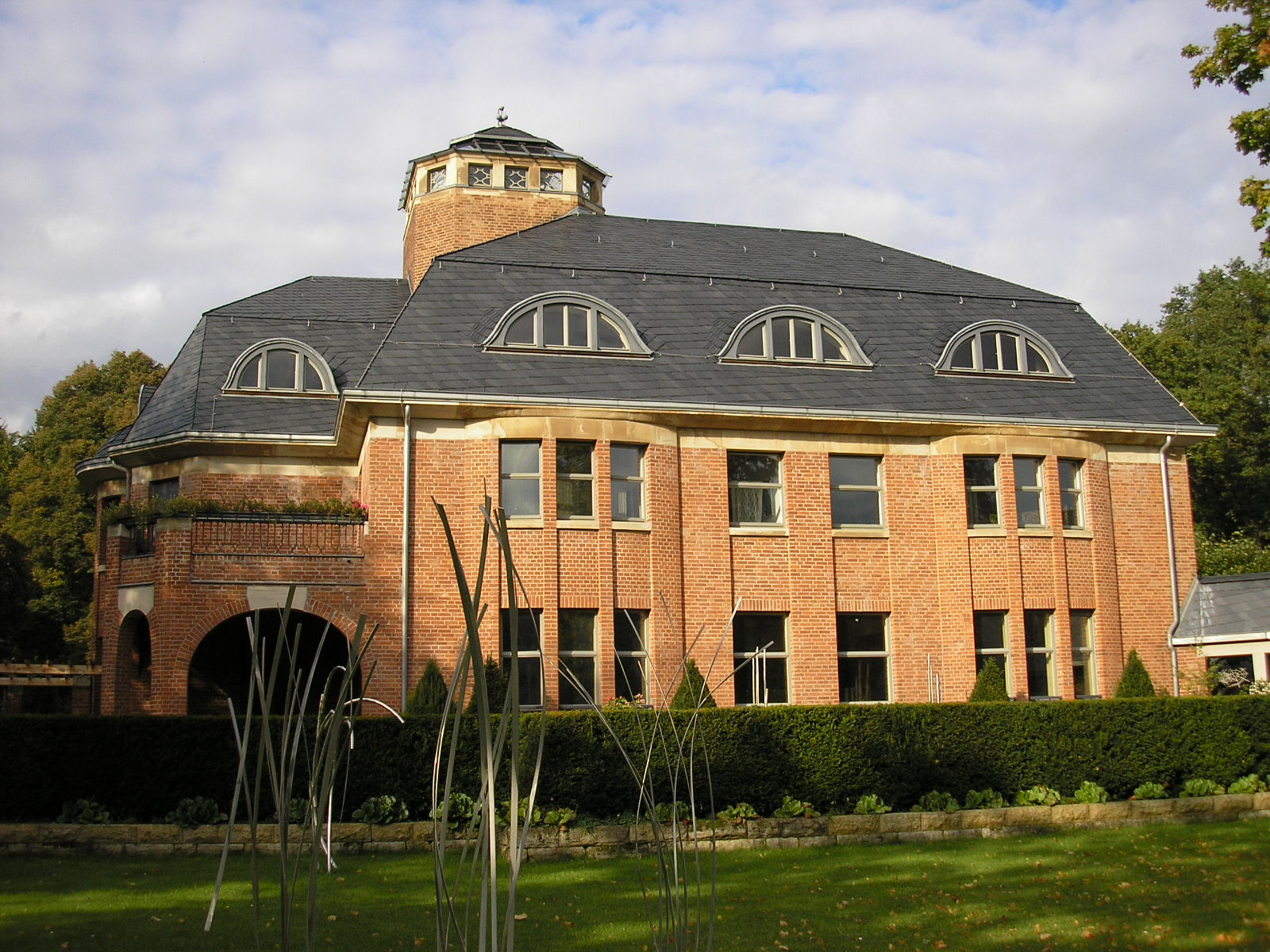
Haus Schulenburg in Gera, Bj. 1913, Architekt: Henry van de Velde

Die ersten Villen in Gera entstanden nach 1850. Besonders hervorzuheben ist dabei die Villa Bardzki (Julius-Sturm-Straße 2). Mit ihren zwei axialsymmetrischen Portiken und in ihrer Bauform und Gestaltung lehnt sie sich sehr deutlich an den Urtyp der Villa, die Villa Rotonda bei Vicenza (16. Jahrhundert), an. Sie verbindet noch viele römische Einflüsse und ist somit dem "Toskanischen Villenstil" zuzuordnen, an den sich in Deutschland Architekten schwerpunktmäßig in Berlin und Potsdam sowie in Dresden orientierten. Als Weiterentwicklung dieses Typs gilt die klassische Villa als freistehendes ein- bis dreigeschossiges bürgerliches Wohnhaus am Stadtrand oder in exponierten Innenstadtlagen. Sie finden sich außer in Gera heute besonders häufig in Eisenach und Heilbronn sowie im Thüringer Wald.
Die erste Villa, die diesen klassischen Merkmalen und Definitionen einer Gründerzeitvilla entspricht, ließ ein Baumeister Voß 1873 vom Weimarer Architekten Luthmer in der Parkstraße 10 errichten. Die mächtige Kubatur und das Konzept, Gebäuden durch überhohe Decken, repräsentativen Eingangshallen und großen Treppenhäusern eine ausdrucksstarke Gestalt zu geben, war wohl der Maßstab für die folgenden Villenbauten in Gera. Dieser Villentyp mit einem wiederkehrenden Raumschema ist in Gera bis in die 1920er Jahre immer wieder kopiert und weiterentwickelt worden.
Nicht alle Villen erfüllen die Kriterien des klassischen Villentyps. Nicht weniger prunkvoll, aber nicht freistehend, müssen sie eher als „gründerzeitliche Wohnhäuser“ definiert werden. Dazu gehören z. B. das Wohnhaus Wetzel (Vollersdorfer Straße 45), die Villa Bloch in der Küchengartenallee 21 oder die Friedrich-Engels-Straße 27.
Eine ganz herausragende Stellung unter den Villen Geras stellt die von Henry van de Velde geplante Villa des Fabrikanten Schulenburg (Haus Schulenburg) dar. Obwohl das beeindruckende Gebäude alle Kriterien des klassischen Villentyps erfüllt, wird es nur als „Haus“ bezeichnet. Der hohe Anspruch an die Gestaltung in einer bewusst reduzierten Formensprache sollte nicht durch das Wort Villa belastet werden. Ob es eine Villa sei, sollte der Betrachter selbst entscheiden. Dies war typisch für die Avantgardearchitektur, die in den 1920er Jahren in Weimar aufkam und den Gründerzeitbaustil ebenso ablöste wie den vom Aufblühen der Stoff- und Webindustrie begleiteten „Villen-Bauboom“ in Gera.

## Liste denkmalgeschützter Villen-Kulturdenkmäler in Gera

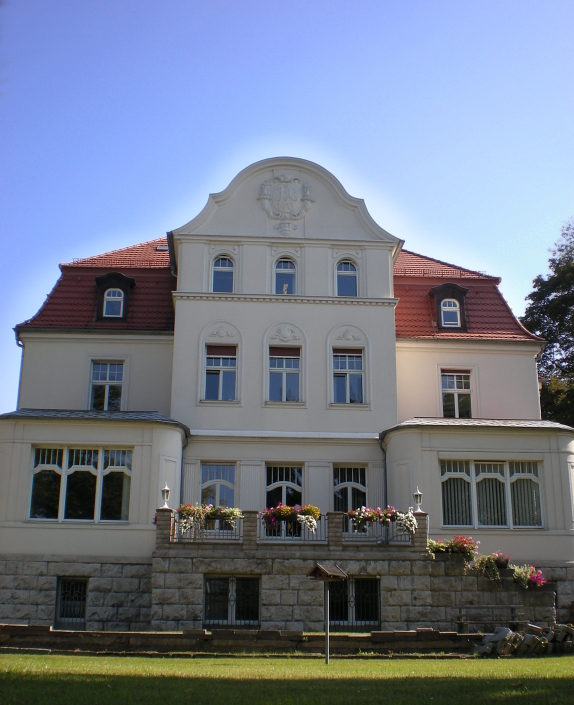
Villa Feistkorn II in Gera, Bj. 1913, Architekt: Fritz Köberlein

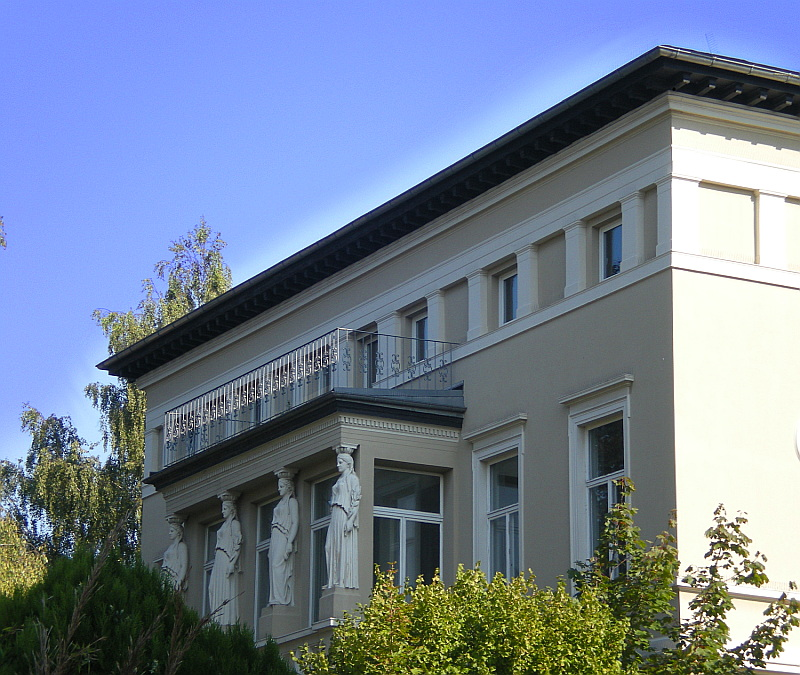
Villa Schmidt in Gera, Bj. 1874, Architekt: unbekannt

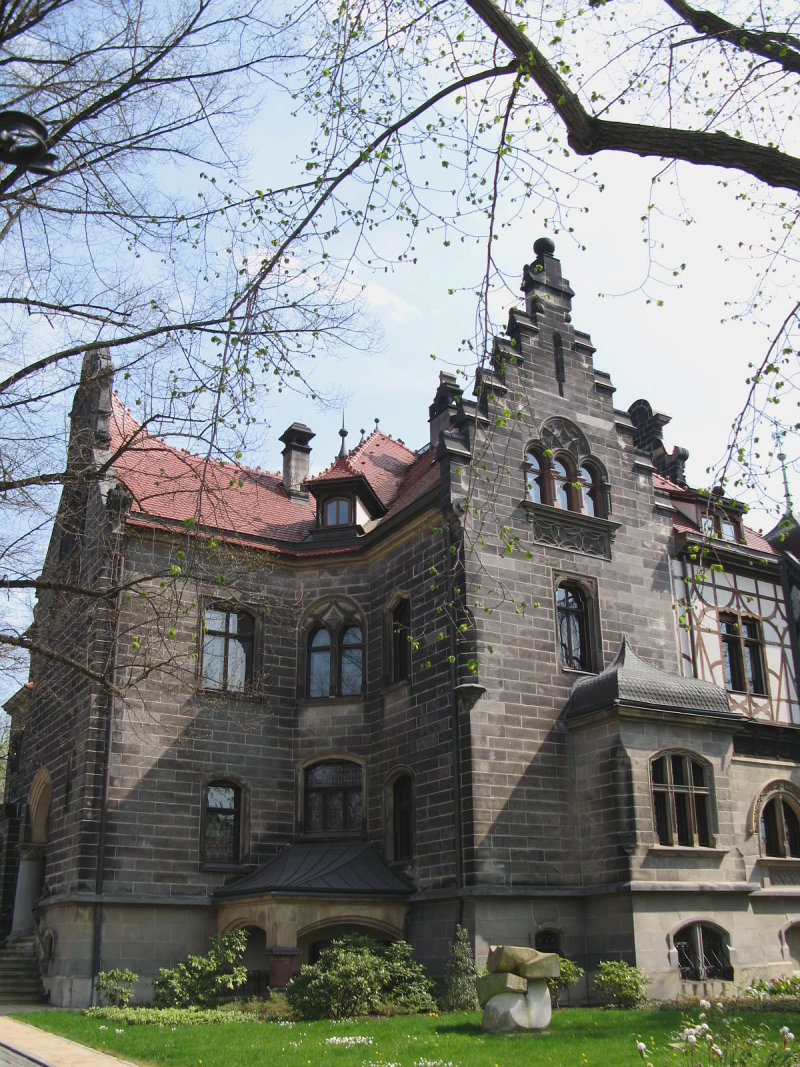
Villa Hirsch in Gera Bj. 1894, Architekt Schmidt

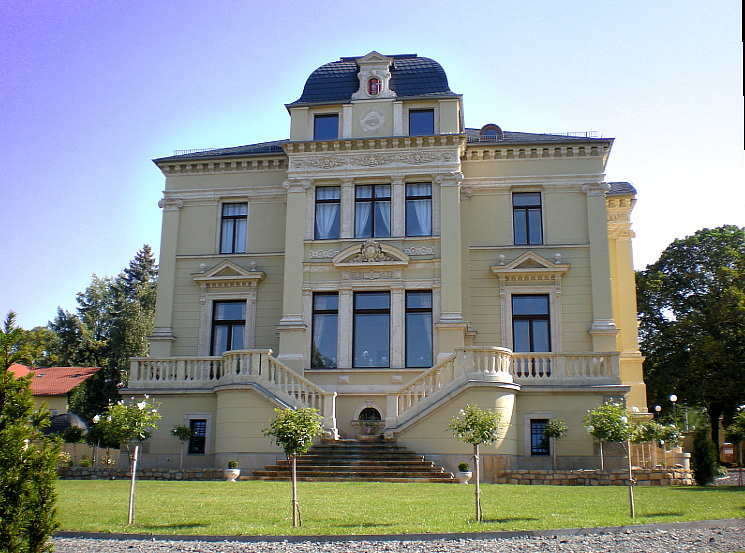
Villa Eichenberg in Gera, Bj. 1887, Architekt: Fritz Köberlein

- Apothekervilla am Küchengarten (1884)
- Villa Aster (1888)
- Villa Bach (1894)
- Villa Bardzki (1908)
- Villa Bauer I (1907)
- Villa Bauer II (1907)
- Villa Bloch (1913)
- Villa Bessler (1907)
- Villa Böhnert (1874)
- Villa Brehme (1895)
- Villa Bufe (1924)
- Villa Buschendorf (1903)
- Villa Dix (1905)
- Villa Eichenberg (1887)
- Villa W. Ferber (1865)
- Villa R. Ferber (1876)
- Villa H. Ferber (1901)
- Villa Feistkorn I (1891)
- Villa Feistkorn II (1913)
- Villa Fürbringer (1860)
- Landhaus Günther (1891)
- Villa Haller (1895)
- Villa Hess (1927)
- Villa Hirsch I (1872)
- Villa Hirsch II (1894)
- Villa Häußler I (1893)
- Villa Häußler II (1883)
- Villa Jahr (1905)
- Villa Jaeger (1908)
- Kavaliershaus (Gera) (1911)
- Villa Luboldt (1903)
- Villa Koeppe I (1895)
- Villa Koeppe II (1897)
- Villa Kühn (1880)
- Villa Meyer (1881)
- Villa Mazur (1921)
- Villa Maurer (1899)
- Villa Münch (1896)
- Villa Münch (1903)
- Villa Nolle (1890)
- Villa Nagler (1886)
- Villa Oeser (1905)
- Villa Peitzsch (1895)
- Villa Ramminger (1887)
- Villa Rothe (1899)
- Villa Röhler (1899)
- Villa Schmidt (1880)
- Villa Späthe (1910)
- Villa Sparmberg (1887)
- Villa Schlesinger (1906)
- Villa Steudner (1898)
- Haus Schulenburg (1913)
- Villa Sorger (1895)
- Villa Strebel (1902)
- Villa Sieglitz (1882)
- Villa Stang (1884)
- Villa Stahl (1903)
- Villa Schmidt (1904)
- Villa Semmel (1897)
- Villa Schönherr (1886)
- Villa Uhlmann (1895)
- Villa Voss (1873)
- Villa Weber (1894)
- Villa Weißflog (1880)
- Villa Wetzel (1922)
- Villa Zetsche (1903)

## Liste denkmalgeschützter großbürgerlicher Wohnquartiere in Gera

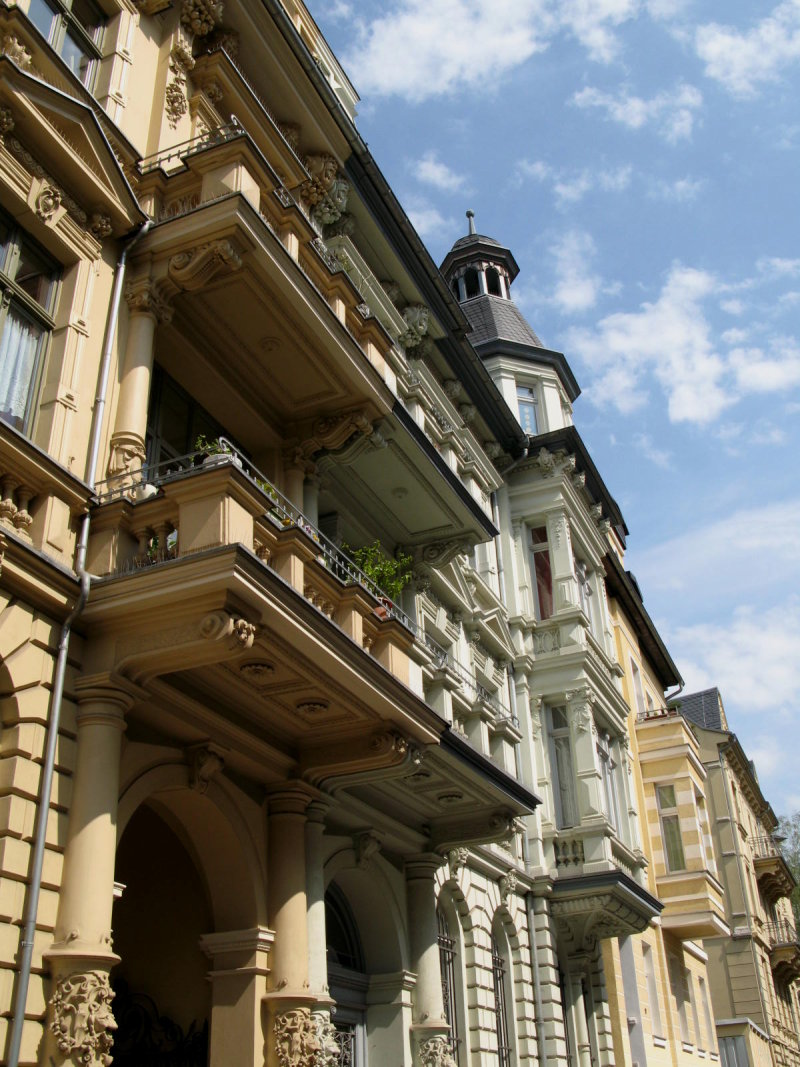
Gründerzeit-Straßenbild der Friedrich-Engels-Straße in Gera

- Kurt-Keicher-Straße 3, 7, 9 und 13 (1888)
- Kurt-Keicher-Straße 8, 10 (1888)
- Kurt-Keicher-Straße 23, 25, 27, 29, 31, 33 (1889)
- Friedrich-Engels-Straße 18, 20, 22 (1909)
- Friedrich-Engels-Straße 23, 25, 27 (1848)
- Rudolf-Scheffel-Straße 24, 26, 28, 29, 30, 32 (1907)
- Altenburger Straße 63, 65, 67 (1911)
- Gerhart-Hauptmann-Straße 1, 3, 7, 13, 15, 17 (1906)
- Schillerstraße 14, 16, 16a (1896)